# Dicraeus fuscipennis
Dicraeus fuscipennis är en tvåvingeart som beskrevs av Kanmiya 1971. Dicraeus fuscipennis ingår i släktet Dicraeus och familjen fritflugor. Inga underarter finns listade i Catalogue of Life.